# NGC 7808
NGC 7808 est une galaxie lenticulaire située dans la constellation de la Baleine. Sa vitesse par rapport au fond diffus cosmologique est de 8 521 ± 24 km/s, ce qui correspond à une distance de Hubble de 125,7 ± 8,8 Mpc (∼410 millions d'al). NGC 7808 a été découverte par l'astronome américain Frank Müller en 1886.
NGC 7808 est une galaxie active de type Seyfert 1,. Selon la base de données Simbad, son activité serait plutôt de type Seyfert 2.

## Anneau de formation d'étoiles
NGC 7808 abrite un anneau extérieur de formation stellaire, brillant dans le domaine des ultraviolets. Selon une étude publiée en 2019, le taux de formation d'étoiles y est estimée à un peu plus d'une masse solaire par an et devrait diminuer à mesure que le temps passe. Les anneaux de formation stellaire, comme celui de NGC 7808, au sein de galaxies lenticulaires sont des caractéristiques encore aujourd'hui énigmatiques, mais qui peuvent cependant permettre d'en apprendre davantage sur les chemins évolutifs empruntés par ces dernières.